# زاگوژانگه
زاگوژانگه (به صربی: Zagužanje) یک منطقهٔ مسکونی در صربستان است که در سوردولیکا واقع شده‌است. زاگوژانگه ۸۹۰ نفر جمعیت دارد.